# Danny Ocean
Daniel "Danny" Ocean è un personaggio immaginario del film Colpo grosso, del remake Ocean's Eleven - Fate il vostro gioco e dei suoi due seguiti, Ocean's Twelve ed Ocean's Thirteen. Egli è l'unico personaggio a comparire, nel ruolo di protagonista, in tutte e quattro le pellicole: nel film originale è interpretato da Frank Sinatra, mentre negli altri tre da George Clooney. Ha una sorella, Debbie, anch'essa ladra come lui.

## Storia

### Colpo grosso
Daniel Ocean, veterano della seconda guerra mondiale, dove ha combattuto prestando servizio come sergente nella 82ª divisione aviotrasportata, organizza, insieme a dieci amici, anch'essi veterani, un colpo senza precedenti: la rapina di cinque casinò a Las Vegas.

Nonostante le iniziali perplessità dei complici, dovute alle difficoltà dell'operazione, tutti accettano ed il colpo viene realizzato. Egli viene sospettato del furto ma escogita un ingegnoso sistema per fare uscire il denaro dalla città, permettendo a lui ed ai complici di non trasportarlo: introdurlo nella bara di uno di essi, nel frattempo morto, ma, durante il funerale, vengono a sapere che questi aveva dato disposizioni di essere cremato ed il bottino brucia insieme al cadavere senza che nessuno possa intervenire. Daniel, insieme ai complici, esce mestamente dalla chiesa, libero dalle accuse ma senza il risultato delle loro fatiche.

### Ocean's Eleven - Fate il vostro gioco
Daniel, dopo avere scontato una condanna a quattro anni per il furto di alcune maschere nuziali dell'era pre-incaica, esce dal carcere e si propone di rapinare i tre casinò appartenenti a Terry Benedict, un ricco e pericoloso uomo d'affari che ha una relazione con la moglie Tess, ed, allo scopo, contatta gli amici Frank Catton e Rusty Ryan per organizzare il colpo, ottenendone il finanziamento da Reuben Tishkoff, un altro uomo d'affari, estromesso da Benedict dal suo casinò e quindi desideroso di rivalersi.
Daniel organizza una squadra di undici specialisti e pianifica il colpo nei minimi dettagli, mantenendo inizialmente all'oscuro i complici del suo ulteriore scopo di riconquistare Tess, ma rivelandolo in seguito, dopo che Rusty lo ha compreso. Il colpo riuscirà ma, per fare ottenere a Tess la certezza della sua secondaria importanza rispetto ai soldi per Benedict, si farà sospettare da questi del furto e, a causa della sua violazione della libertà vigilata, dovrà scontare una breve pena detentiva, al termine della quale troverà Tess ad aspettarlo, per ricominciare la vita insieme.

### Ocean's Twelve
Daniel, sotto lo pseudonimo di Miguel Diaz, sta vivendo insieme a Tess, non rinunciando alla sua attività di ladro, ma una mattina, alla vigilia del loro "secondo" 3º anniversario, Benedict si presenta a casa loro e comunica a Tess di essere venuto a conoscenza dei nomi di tutti i responsabili del furto nel suo casinò, dando due settimane di tempo per ottenere l'intera somma trafugata più gli interessi in cambio della vita.
Inizia una corsa contro il tempo per reperire la somma e l'attività degli "undici di Ocean", nome contestato dal resto della banda, si sposta in Europa; Daniel contatta Matsui, un esperto truffatore olandese, che gli propone alcuni colpi ma, mentre il primo sembra riuscire, il gruppo trova la cassaforte già aperta ed, al posto del bottino, un miniregistratore dove è registrato un messaggio per lui da parte di Night Fox, un famoso ladro, e dal quale traspare che è lui il responsabile della "soffiata" che ha portato Benedict a scoprire l'identità del gruppo.
Daniel incontra il barone François Toulour, alias Night Fox, nella sua villa, il quale gli propone una sfida per dimostrare chi, tra loro, sia il miglior ladro del mondo, garantendogli che, in caso di vittoria degli undici di Ocean, lui salderà il debito con Benedict e l'obiettivo è l'Uovo Fabergé, esposto in un museo di Roma. L'azione, tra varie difficoltà, compreso il suo arresto, quello di altri componenti della banda e quello di Tess, sopraggiunta a Roma su invito di Linus per aiutare i superstiti a realizzare comunque il furto impersonando Julia Roberts, riesce e la coppia, libera grazie ad uno stratagemma escogitato dalla madre di Linus, torna alla villa di Toulour per comunicarglielo, gettandolo nello sconforto ma estinguendo in questo modo il debito con Benedict, riunendosi poi con il resto della banda per festeggiare.

### Ocean's Thirteen
Daniel, a seguito del collasso che ha colpito Reuben, dopo essere stato ingannato da Willie Bank, il quale lo ha estromesso dalla società di un nuovo casinò, raduna nuovamente tutta la banda e decide di vendicare l'amico. Il colpo da realizzare a danno del ricco uomo d'affari è molto complesso e Daniel sarà costretto a chiedere l'aiuto di Benedict per finanziare il colpo; egli accetta, ponendo tuttavia severe condizioni, e, durante le ultime fasi del colpo, tenterà di ingannare la banda venendo tuttavia scoperto da Daniel.
A colpo realizzato, e dopo che Reuben si è ristabilito, Daniel si intrattiene a colloquio con Benedict, sostenendo che, a causa del suo tentativo di truffarli, la banda non onorerà le condizioni da lui poste; ammonendolo sull'eventualità che questi voglia vendicarsi, facendogli presente che anche lui è protetto da persone che, nel caso, potrebbero agire verso il ricco proprietario di casinò e che quindi è meglio dividere le rispettive strade senza strascichi di nessun genere.